# Amédée Thibout & Cie
Pour les articles homonymes, voir Thibout.
Amédée Thibout & Cie était une manufacture de pianos française fondée en 1840 par Amédée-Benoit Thibout (dit Amédée Thibout).

## Historique
Fils de luthier et ancien ayant travaillé 4 ans de chez Jean-Henri Pape, Amédée Thibout s'établit en 1840 à Paris en tant que fabricant de pianos.
Son optique est déjà comme certains fabricants de son époque, de fabriquer des instruments de bonne qualité à un prix accessible. Ainsi les écarts de prix entre les différents instruments de la marque se justifient par des économies réalisées principalement sur le luxe des accessoires et non sur la qualité musicale de l’instrument. À commencer par la mécanique pouvant être sur un piano en acajou, et sur un autre dans un bois moins cher, les poignées pouvant être en cuivre ciselé ou simplement fondues, la caisse pouvant être ornée de moulures ou non, les touches pouvant être en ivoire classique ou en ivoire plus fin et plus blanc.
En 1867, la manufacture comptait environ 150 ouvriers pour une production d'environ 500 instruments par an.
Le journal illustré de l'Exposition universelle de Vienne précisait « Le jury international [...] a voulu récompenser les efforts constants que cette maison ne cesse de poursuivre en réunissant dans sa fabrication la solidité, l'élégance, la qualité des sons et le bon marché. »
À sa mort en 1877 c'est sa veuve Mme Thibout qui reprend les rênes de la société,. C'est elle qui refuse en 1889 la médaille d'argent à l'exposition universelle de Paris .
En 1891, Mme Thibout rachète la manufacture Hertz à la veuve de Henry Hertz. Cette même année elle fit entrer son fils Hugues-Amédée Thibout (né le 2 juin 1862) dans la société en tant qu'associé.
La société Amédée Thibout & Cie est rachetée par Pleyel en 1912.

### Récompenses
| Année | Récompense ou statut aux expositions internationales, |
| ----- | ----------------------------------------------------- |
| 1844  | Médaille de bronze, Paris                             |
| 1849  | Médaille de bronze, Paris                             |
| 1867  | Médaille d'argent de première classe, Paris           |
| 1873  | Médaille du mérite, Vienne                            |
| 1878  | Médaille d'argent, Paris                              |
| 1880  | Médaille d'argent, Melbourne                          |
| 1883  | Médaille d'or, Amsterdam                              |
| 1885  | Médaille d'or, Anvers                                 |
| 1889  | Refus de la médaille d'argent, Paris                  |
| 1893  | Hors concours, Chicago                                |